# Toyama Maru
El Toyama Maru (富山丸?) fue un barco de vapor japonés. Cuando estaba siendo utilizado para transportar tropas, fue hundido el 29 de junio de 1944 por el submarino estadounidense USS Sturgeon, causando la muerte de 5.400 personas.

## Construcción y características
El Toyama Maru fue construido entre 1913 y 1915 en los astilleros de Mitsubishi Dockyard & Engineering Works (Nagasaki), por encargo de la Nippon Yusen Kaisha, K. K., de Tokio.
Poseía una eslora de 135,6 m, 17,7 m de manga, un calado de 10,4 m y un tonelaje de 7 090 t.

## Servicio
Fue requisado por el Ejército imperial en enero de 1941, y en diciembre de ese mismo año transportó soldados que participaron en la invasión de las Filipinas.
En los años siguientes, transportó millares de soldados por el Sudeste Asiático, principalmente entre Takao, Rabaul, Palaos, Manila y Okinawa, sin ser importunado por ningún tipo de acción enemiga.
En agosto de 1943, a causa de una fusión, pasó a ser propiedad de la Taiyo Kogyo, K. K., también de Tokio.

## El hundimiento
El 29 de junio de 1944, el buque transportaba 6.000 personas, entre ellas 4330 soldados japoneses de la 44.ª y 45.ª Brigada Mixta Independiente de Kyushu hacia Okinawa, cuando fue torpedeado y hundido por el submarino estadounidense USS Sturgeon (comandado por el teniente C. L. Murphy), en la región de las islas de Nansei Shoto, en la posición 27°47′N 129°5′E / 27.783, 129.083.
El impacto de los torpedos hizo que miles de bidones de gasolina explotaran convirtiendo el barco en un infierno de fuego. Murieron 5400 personas, y solo hubo cerca de 600 sobrevivientes, siendo el naufragio del Toyama Maru una de las peores catástrofes marítimas de la historia.